# Фрезерный
Фрезерный — станция Санкт-Петербург-Витебского региона Октябрьской железной дороги на двухпутной линии Мга — Гатчина — Ивангород. Расположена в Гатчинском районе Ленинградской области. Находится рядом с посёлком Торфяное.

## История
Железнодорожная линия от Тосно до Ревеля была построена в 1869—1870 годах, движение было открыто 24 октября (5 ноября)  1870 года.
Станция Фрезерный была открыта на действующей линии в 1951 году.
На 1981 год по станции производились приём и выдача грузов на подъездных путях и продажа билетов на пригородные поезда без багажных операций. В 1987 году станция была электрифицирована в составе участка Гатчина — Владимирская.
В 2011 году на ранее однопутных перегонах, прилегающих к станции Фрезерный, был уложен второй путь.
В 2020 году по заявке грузоотправителя станция прошла ремонт: было выправлено строение пути, уложен дополнительный стрелочный перевод, модернизирована система управления движением поездов. Территория, прилегающая к станции, была благоустроена. Летом 2023 года был проведён капитальный ремонт перегона между станциями Фрезерный и Гатчина-Товарная-Балтийская, одновременно с этим на станции был отремонтирован железнодорожный переезд.

## Описание
Станция Фрезерный находится в Новосветском сельском поселении Гатчинского района Ленинградской области и расположена на двухпутной электрифицированной линии Мга — Ивангород Октябрьской железной дороги. На станции имеется 10 путей.